# کریس نایریم
کریس نایریم (انگلیسی: Chris Knierim؛ زادهٔ ۵ نوامبر ۱۹۸۷) اسکیت‌باز نمایشی اهل ایالات متحده آمریکا است.